# Кожва (городское поселение)
Кожва — административно-территориальная единица (административная территория посёлок городского типа с подчинённой ему территорией) и муниципальное образование (городское поселение с полным официальным наименованием муниципальное образование городского поселения «Кожва») в составе муниципального района Печора Республики Коми Российской Федерации.
Административный центр — пгт Кожва.

## История
Статус и границы административной территории установлены Законом Республики Коми от 6 марта 2006 года № 13-РЗ «Об административно-территориальном устройстве Республики Коми».
Статус и границы городского поселения были установлены Законом Республики Коми от 5 марта 2005 года № 11-РЗ «О территориальной организации местного самоуправления в Республике Коми».

## Население
| 2009  | 2010  | 2011  | 2012  | 2013  | 2014  | 2015  |
| ----- | ----- | ----- | ----- | ----- | ----- | ----- |
| 3156  | ↘3047 | ↘3044 | ↗5233 | ↘5096 | ↘4998 | ↘4889 |
| 2016  | 2017  | 2018  | 2019  | 2020  | 2021  | 2024  |
| ↘4778 | ↘4624 | ↘4503 | ↘4296 | ↘4175 | ↘3411 | ↘3201 |

## Состав
Состав административной территории и городского поселения:
| № | Населённый пункт | Тип населённого пункта      | Население |
| - | ---------------- | --------------------------- | --------- |
| 1 | Изъяю            | пгт                         | ↘887      |
| 2 | Кожва            | пгт, административный центр | ↘1703     |
| 3 | Набережный       | посёлок                     | 403       |
| 4 | Песчанка         | деревня                     | 55        |
| 5 | Родионово        | деревня                     | 1         |
| 6 | Соколово         | село                        | 374       |
| 7 | Уляшево          | деревня                     | 17        |
| 8 | Усть-Кожва       | деревня                     | 125       |